# Cortez Hill (San Diego)

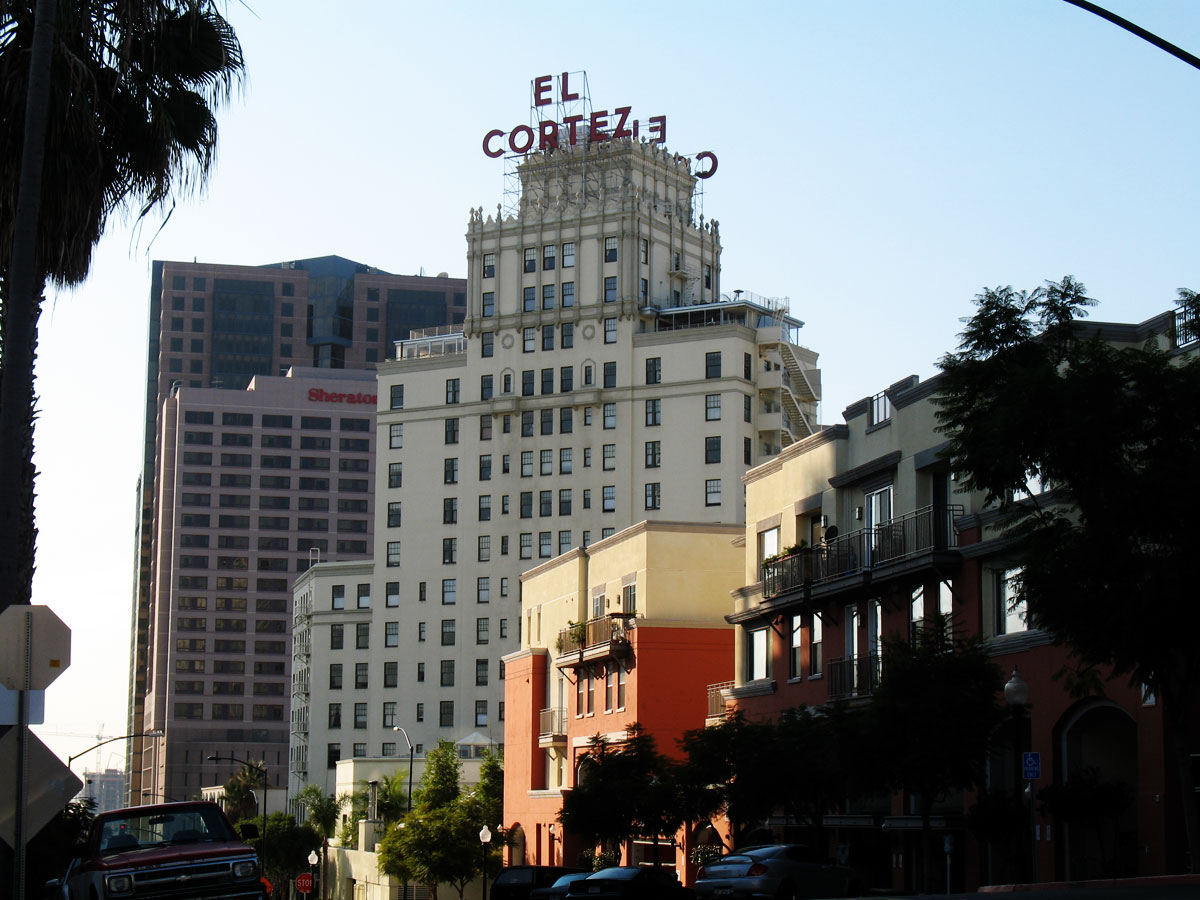
Antes el hotel El Cortez, ahora un edificio de condominios, el edificio se encuentra en una colina en el extremo norte del centro de San Diego.

Cortez Hill es un barrio localizado en el norte-este del centro de San Diego, California.

## Geografía
Cortez Hill está localizado al sur de Bankers' Hill, al norte de Distrito Core, al este de la Pequeña Italia y al oeste por el Parque Balboa. Este distrito es bordeado hacia el norte por la Interestatal 5, hacia el sur por la Calle Ash/Calle A, al este por la 11.ª Avenida/SR 163 y al oeste por la Calle Front.

## Historia
Llamado así por el histórico hotel El Cortez Hotel, este distrito es uno de los barrios residenciales más viejos de San Diego. El barrio se encuentra al norte del centro del Distrito Core y al sur de la I-5 entre la Décima Avenida y la Calle Unión. El cortez Hills son dos barrios en uno distribuidos en 111 acres. Al este de la Sexta avenida se encuentran los rascacielos más altos de San Diego, dominado por el Cortez Apartments (antes conocido como El Cortez Hotel). La parte plana al oeste de la Sexta Avenida es conocida como el Cortez West. El Cortez Hill ha atraído a residentes por alrededor de un siglo, y el estilo victoriano del área se ha convertido el carisma del barrio.